# George Peacock
George Peacock (Durham, Egyesült Királyság, 1791. április 9.- Ely, Egyesült Királyság, 1858. november 8.- )  angol matematikus és anglikán pap. Ő alapította meg az úgynevezett brit logikai algebrát. Szimbolikus algebrájával elősegítette az absztrakt algebrai szemléletmód kialakítását.
Peacock nagy hatást gyakorolt számos angol algebristára: Hamiltonra, George Boole-ra, Arthur Cayley-re és másokra.

## Életpályája
A Cambridge Egyetem Trinity College hallgatója volt. Anglikán papként Cambridge-ben teljesített szolgálatot. A permanencia elv kimondásával és szimbolikus algebrájával elősegítette az absztrakt algebrai szemléletmód kialakítását. Önmagát az algebra Euklidészének tartotta. Kísérletet tett  az algebrának tetszőleges elemekre való axiomatikusan felépítésére. Törekvése nem járt sikerrel.

Elyben (Cambridge) hunyt el.

## Díjai, elismerései
A Királyi Természettudományos Társaság tagja volt.